# El caballero del milagro
El arrogante español o Caballero del milagro es una obra de teatro en verso del dramaturgo español Félix Lope de Vega, escrita hacia 1593, según Griswold Morley y Joanne Brueton. Publicada por primera vez en 1621. El título original es El caballero del milagro, subtitulado El arrogante español, que fue, sin embargo, el nombre con el que se representó la obra en el siglo XX. La pieza permaneció desconocida durante siglos hasta su redescubrimiento a mediados del siglo XX.

## Argumento
Ambientada en la Roma de mediado del siglo XVI, bajo el reinado de Carlos V, se centra en las peripecias y desventuras de Luzmán, un pobre diablo que, mediante la estafa y el embuste aspira a escalar en la pirámide social.

## Representaciones destacadas
- Teatro Español, Madrid, 1964.[3]
  - Dirección: Cayetano Luca de Tena.
  - Escenografía: Emilio Burgos.
  - Intérpretes: Armando Calvo, Carmen Bernardos, María Fernanda D'Ocón, Irene Gutiérrez Caba, Ricardo Merino.

- Teatro Español, Madrid, 1991.[4]
  - Dirección: Cayetano Luca de Tena.
  - Escenografía: Emilio Burgos.
  - Intérpretes: Joaquín Kremel, Natalia Dicenta, Luis Varela, Manuel Gallardo, María Jesús Sirvent, Félix Navarro, Luisa Armenteros, Antonio Vico, Vicente Haro, Pepón Nieto, Manuel Torremocha.